# السبنية المغربية

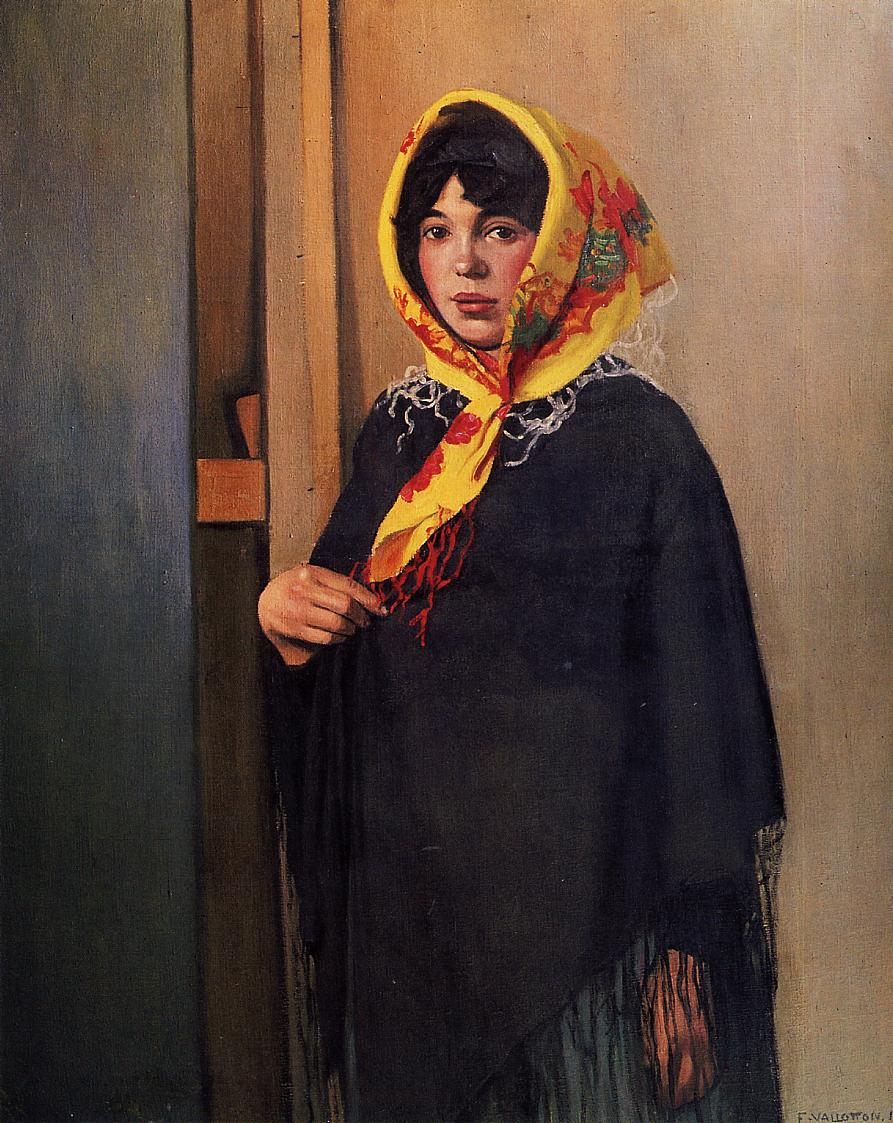
السبنية المغربية بطريقة عصرية.
ⴰⵙⴱⵏⵢⴰ ⵏ ⵎⴰⵖⵔⵉⴱ

السَّبْنِيَّة المغربية غطاء تضعه المرأة المغربية على رأسها، ويكون من حرير أو كتان وهو منتشر بكثرة بقرى المغرب من شماله لجنوبه.

## الوصف
جاء بالقاموس المحيط للفيروز آبادي : الثِّيابُ السَّبَنِيَّةُ، وهي أُزُرٌ سُودٌ للنِّساءِ وقول اللَّيْثِ: ثِيابٌ من كَتَّانٍ بِيضٌ سَهْوٌ. وقالَ أَبو بُرْدَةَ : الثِّيابُ السَّبَنِيَّةُ هي القُسِّيَّةُ، وهْيَ من حَريرٍ فيها أَمْثالُ الأُتْرُجِّ ، وأسْبَنَ: دَامَ على لُبْسِها، وفي حديث أَبي بُرْدة في تفسير الثياب القَسِّيَّة قال فلما رأَيتُ السَّبْنِيَّ عَرَفْتُ أَنَّهَا هِي.

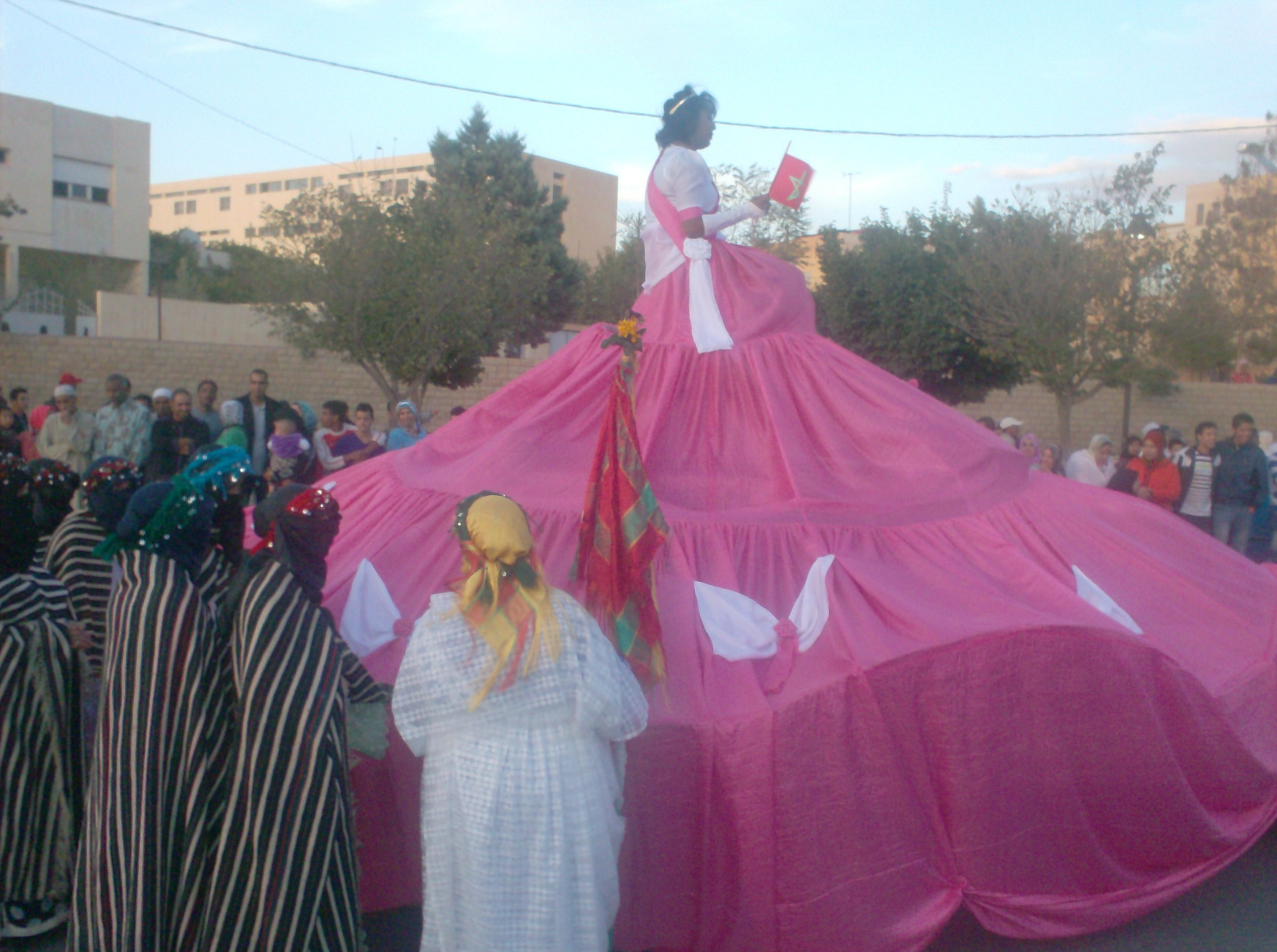
تظهر في الصورة الفتاة التي نالت لقب ملكة جمال التفاح.
حولها نساء بزي تقليدي خاصة السبنية المغربية كغطاء للرأس، في المهرجان السنوي الذي يقام في مدينة ميدلت المغربية في إحتفال بفاكهة التفاح المحلية.